# تتا ماهی پرنده
تتا ماهی پرنده یک ستاره است که در صورت فلکی ماهی پرنده قرار دارد.